# قاسم آباد سفلي (مقاطعة فسا)
قاسم‌آباد سفلي (بالفارسية: قاسم‌آباد سفلی) هي قرية تقع في قسم قره‌بلاغ الريفي في إيران. يقدر عدد سكانها بـ 1,880 نسمة .